# 蔵出し名曲集〜リローデッド〜
『蔵出し名曲集〜リローデッド〜』（くらだしめいきょくしゅう リローデッド）は、俗曲師檜山うめ吉（本アルバムでは Umekichi名義）による、昭和歌謡を現代風にアレンジしたアルバム。

## 解説
オカメフォン・キャブレコードから発売された『蔵出し名曲集』とほぼ同一のジャケットではあるが、収録されている曲は異なる。うめ吉のその他の作品とは異なり、「稲妻オーケストラ」とのコラボによるビッグバンドを従えた昭和中期の歌謡曲を集めた作品。元スペクトラムの新田一郎プロデュース。

## 収録曲
1. 家へおいでよ -COME ON A MY HOUSE-
  - 作詞:Ross Bagdasarian and William Saroyan
2. 三味線ブギウギ
  - 作詞:佐伯孝夫　作曲:服部良一

市丸の代表曲。1949年（昭和24年）の作品。
3. 買物ブギー
  - 作詞:村雨まさを（服部良一）作曲:服部良一

笠置シヅ子の1950年（昭和25年）の作品。
4. パイのパイのパイ
5. 真赤な太陽
  - 作詞:吉岡治　作曲:原信夫

美空ひばりの1967年（昭和42年）の大ヒット作品。
6. びっくりしゃっくりブギ
7. 野球けん
8. 東京ドドンパ娘
  - 作詞:宮川哲夫　作曲:鈴木庸一
9. 五匹の仔豚とチャールストン
  - 作詞/作曲:F.Morgan N.Malkin　訳詞：漣健児

森山加代子・麻生京子・安村昌子の競作による1962年（昭和37年）の流行歌。童謡としても親しまれている。
10. ヘイヘイ・ブギ
11. ホームラン・ブギ